# Олексенко Галина Савелівна
Галина Савелівна Олексенко (21 вересня 1905, село Стайки, тепер Кагарлицького району Київської області — ?, місто Київ) — українська радянська письменниця.

## Біографія
Народилася в родині робітника Савелія Мартиненка. У 1914 році, після смерті батька, наймитувала в заможних селян. З 1823 по 1927 рік працювала на цегельному заводу в селі Стайках знімальницею цегли. У 1924 році вступила до комсомолу.
З 1927 по 1930 рік навчалася на робітничому факультеті в Києві.
Член ВКП(б) з 1929 року.
У 1930—1934 роках — студентка факультету електрифікації Київського інституту механізації та електрифікації сільського господарства.
У 1934—1935 роках — жіночий організатор Краснопільської машинно-тракторної станції (МТС) Харківської області.
У лютому 1935 — 1937 року — інструктор Згурівського районного комітету КП(б)У Харківської області; інструктор Вовчанського районного комітету КП(б)У Харківської області.
З 1937 по 1941 рік проживала в Харкові та Кам'янці-Подільському, була домогосподаркою.
Під час німецько-радянської війни з 1941 по 1944 рік перебувала в евакуації в місті Алма-Аті Казахської РСР.
З 1944 по 1953 рік проживала в місті Дрогобичі, була домогосподаркою, займалася творчою роботою. Перше оповідання «Дороге ім'я» опублікувала в дрогобицькій обласній газеті «Радянське слово». Авторка соцреалістичного роману «Буревій в Карпатах» (Київ, 1951).
З 1953 роках — у місті Києві на творчій роботі. У 1960 році надрукувала в журналі «Вітчизна» оповідання «Відплата». У 1964 році вийшов друком роман «Прапор над Карпатами», а у 1979 році — «Верховинці. Хроніка однієї родини».

### Родина
Виховувала шістьох синів.
- Чоловік — компартійний діяч, один із організаторів партизанського руху в СРСР Степан Олексенко (1904—1976).
  - Син — актор, народний артист СРСР Степан Олексенко (1941—2006).
    - Онука — акторка Олександра Олексенко.
    - Невістка — акторка, народна артистка УРСР Марина Герасименко (1941—2003).

  - Син — мистецтвознавець, театральний діяч, актор В'ячеслав Олексенко (1945—2018).
    - Онука — акторка, заслужена артистка України Тетяна Олексенко-Жирко (нар. 1971).